# Naupoda nudiseta
Naupoda nudiseta är en tvåvingeart som beskrevs av Mario Bezzi 1928. Naupoda nudiseta ingår i släktet Naupoda och familjen bredmunsflugor. Inga underarter finns listade i Catalogue of Life.